# Olios schonlandi
Olios schonlandi là một loài nhện trong họ Sparassidae.
Loài này thuộc chi Olios. Olios schonlandi được Mary Agard Pocock miêu tả năm 1900.